# Championnats du monde féminins de four cross
Le championnat du monde féminin de four-cross est le championnat du monde de four-cross, une des disciplines du VTT. Entre 2002 et 2013, elle est une des épreuves au programme des Championnats du monde de VTT. Depuis 2013 et à l'exception de 2016 (les championnats du monde de Four Cross avaient lieu en même temps que ceux de la descente) et 2021, les championnats sont organisés séparément. La première édition a lieu en 2002, en remplacement du championnat du monde de dual-slalom et la dernière en 2021.

## Palmarès
| Année                   | Or                     | Argent            | Bronze            |
| ----------------------- | ---------------------- | ----------------- | ----------------- |
| 2002 Kaprun             | Anne-Caroline Chausson | Katrina Miller    | Sabrina Jonnier   |
| 2003 Lugano             | Anne-Caroline Chausson | Sabrina Jonnier   | Jill Kintner      |
| 2004 Les Gets           | Jana Horáková          | Jill Kintner      | Tara Llanes       |
| 2005 Livigno            | Jill Kintner           | Katrina Miller    | Tara Llanes       |
| 2006 Rotorua            | Jill Kintner           | Anneke Beerten    | Anita Molcik      |
| 2007 Fort William       | Jill Kintner           | Anneke Beerten    | Melissa Buhl      |
| 2008 Val di Sole        | Melissa Buhl           | Jana Horáková     | Romana Labounková |
| 2009 Canberra           | Caroline Buchanan      | Jill Kintner      | Melissa Buhl      |
| 2010 Mont Sainte-Anne   | Caroline Buchanan      | Jana Horáková     | Romana Labounková |
| 2011 Champéry           | Anneke Beerten         | Fionn Griffiths   | Céline Gros       |
| 2012 Saalfelden-Leogang | Anneke Beerten         | Romana Labounková | Céline Gros       |
| 2013 Leogang            | Caroline Buchanan      | Katy Curd         | Céline Gros       |
| 2014 Leogang            | Katy Curd              | Anneke Beerten    | Steffi Marth      |
| 2015 Val di Sole        | Anneke Beerten         | Lucia Oetjen      | Steffi Marth      |
| 2016 Val di Sole        | Caroline Buchanan      | Franziska Meyer   | Anneke Beerten    |
| 2017 Val di Sole        | Caroline Buchanan      | Romana Labounková | Helene Frühwirth  |
| 2018 Val di Sole        | Romana Labounková      | Natasha Bradley   | Raphaela Richter  |
| 2019 Val di Sole        | Romana Labounková      | Natasha Bradley   | Mathilde Bernard  |
| 2021 Val di Sole        | Michaela Hájková       | Mathilde Bernard  | Anna Sara Rojas   |

## Tableau des médailles
| Rang | Coureuse               | Or | Argent | Bronze | Total |
| ---- | ---------------------- | -- | ------ | ------ | ----- |
| 1    | Caroline Buchanan      | 5  | 0      | 0      | 5     |
| 2    | Anneke Beerten         | 3  | 3      | 1      | 7     |
| 3    | Jill Kintner           | 3  | 2      | 1      | 6     |
| 4    | Romana Labounková      | 2  | 2      | 2      | 6     |
| 5    | Anne-Caroline Chausson | 2  | 0      | 0      | 2     |
| 6    | Jana Horáková          | 1  | 2      | 0      | 3     |
| 7    | Katy Curd              | 1  | 1      | 0      | 2     |
| 8    | Melissa Buhl           | 1  | 0      | 2      | 3     |
| 9    | Michaela Hájková       | 1  | 0      | 0      | 1     |

| Rang  | Nation          | Or | Argent | Bronze | Total |
| ----- | --------------- | -- | ------ | ------ | ----- |
| 1     | Australie       | 5  | 2      | 0      | 7     |
| 2     | Tchéquie        | 4  | 4      | 2      | 10    |
| 3     | États-Unis      | 4  | 2      | 5      | 11    |
| 4     | Pays-Bas        | 3  | 3      | 1      | 7     |
| 5     | France          | 2  | 2      | 5      | 9     |
| 6     | Grande-Bretagne | 1  | 4      | 0      | 5     |
| 7     | Allemagne       | 0  | 1      | 3      | 4     |
| 8     | Suisse          | 0  | 1      | 0      | 1     |
| 9     | Autriche        | 0  | 0      | 2      | 2     |
| 9     | Bolivie         | 0  | 0      | 1      | 1     |
| Total | Total           | 19 | 19     | 19     | 57    |